# Колесніков Борис Вікторович
Бори́с Ві́кторович Коле́сніков (нар. 25 жовтня 1962, Жданов (нині Маріуполь), Донецька область) — проросійський політик з України, колишній секретар президії забороненої у 2023 році Партії регіонів, народний депутат України V, VI, VII скликань, колишній віце-прем'єр-міністр та колишній міністр інфраструктури в уряді Миколи Азарова (2010—2012), відповідав за підготовку чемпіонату Європи з футболу 2012 року (Євро-2012), бізнесмен. Один з учасників  Першого Всеукраїнського з'їзду народних депутатів та депутатів місцевих рад у Сіверодонецьку в 2004 році, де закликав до сепаратизму південно-східних областей України та створення нового державного утворення .

## Біографія
Народився 25 жовтня 1962 у Жданові Донецької області. Закінчив Донецьку державну академію управління (1997) за спеціальністю «Економіст-менеджер».
Кар'єра:
- З 1980 — на різних посадах в торгових підприємствах Донецька.
- З 1991 — директор торговельної фірми «Юг»; голова ради директорів, голова правління ЗАТ «Виробниче об'єднання „Київ-Конті“» (пізніше — «Конті»).
- З 1998 року віце-президент ФК «Шахтар» (Донецьк). З 2002 року президент Федерації футболу Донецької області.
- 2001—2006 — голова Донецької обласної ради.
- Від 2001 року, прес-секретар Бориса Колеснікова — Бондаренко Олена Анатоліївна, що згодом стала політиком.
- З кінця 2003 року — голова Донецького обласного відділення Партії регіонів.
- Відомий як один із організаторів з'їзду депутатів усіх рівнів у Сєверодонецьку 28 листопада 2004 року.
- Під час Виборів Президента України, 28 листопада 2004 року, брав участь у «Всеукраїнському з'їзді народних депутатів і депутатів місцевих рад» у Сєверодонецьку на Луганщині, де зібрались прибічники кандидата Віктора Януковича.
- Генпрокуратура відкрила карну справу по факту замаху на територіальну цілісність та недоторканність України. По цій справі серед інших підозрюваних фігурував також і Б. Колесніков.[6] Проте офіційного звинувачення на його адресу не було.
- На Парламентських виборах в Україні (2006) і Парламентських виборах в Україні (2007) обирався до Верховної Ради України за списком Партії регіонів (обидва рази йшов десятим номером у списку).
- У 2010 році призначений Віце-прем'єр-міністром з питань Євро-2012.
- 9 грудня 2010 року Указом Президента України призначений на посаду Віце-прем'єр-міністра України — Міністра інфраструктури України.[7].
- У січні 2011 переніс інфаркт[8].
- З 2012—2014 роках — народний депутат України від Партії регіонів. Голова комітету ВР з питань транспорту та зв'язку.

Володіє англійською мовою.

## Політика

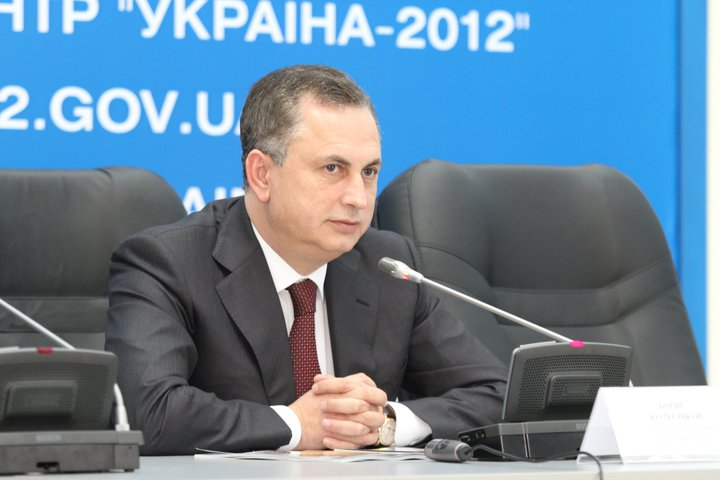
Колесніков, 2011 рік

Політичну діяльність Колесніков розпочав у 1998, коли був обраний депутатом Донецької обласної ради. Тоді ж він очолив постійну комісію з питань соціально-економічного розвитку, зовнішньоекономічної та інвестиційної політики, розвитку малого та середнього бізнесу. З травня 1999 був обраний заступником голови Донецької обласної ради, а через рік став її головою.
У березні 2002 відбулося повторне обрання Колеснікова депутатом Донецької обласної ради від Костянтинівського району Донецької області.
У листопаді 2004 в розпал «президентських перегонів» голова Донецької обласної ради Борис Колесніков — один із організаторів і активний учасник Всеукраїнського з'їзду народних депутатів усіх рівнів у Сєверодонецьку. На з'їзді він закликав присутніх «вирішити питання про створення Південно-Східної держави в формі федеративної республіки», за що, в подальшому, «потрапив під приціл політичних опонентів, які прийшли до влади» і став «першим в'язнем помаранчевої революції».
За офіційною версією, яка була озвучена в пресі, Борис Колесніков був арештований за звинуваченням у вимаганні акцій донецького торговельного центру «Білий лебідь», однак за декілька місяців політика було звільнено, а «справу Колеснікова», що була відкрита за заявою Бориса Пенчука, було закрито в зв'язку з відсутністю складу злочину. Сам Колесніков прокоментував ситуацію так: «..У Пенчуків на рахунках знайшли півмільйона доларів через півтора місяця після того, як я про це повідомив прокуратуру. Так добре, що вони, „розумні“ хлопці, поклали гроші до того ж банку, в якому й отримували, інакше нам було б набагато складніше».
У 2006 обрано народним депутатом Верховної Ради України за списком Партії регіонів (№ 10).

### Партія «Україна— наш дім»
У травні 2021 року заснував партію «Україна — наш дім», назвавши її «соціал-консервативною».

### Мовне питання

Колесніков, грудень 2009

Виступає за підтримку російської мови в Україні, в інтерв'ю журналу «Власть» (2010) зазначив: «Зрозумійте, ми не ставимо під сумнів, що державною мовою є українська. І в школі вона обов'язкова — це не підлягає обговоренню. Однак якщо місцеві ради за настановами громадян вирішать, що навчання у школах має бути російською, — будь ласка. Відповідно, й університети необхідно передати обласним радам. Це і є перший крок до незалежності вишів, про яку багато говориться, проте нічого не робиться».
Окрім того, перед своїм призначенням на посаду члена уряду Миколи Азарова Колесніков розповідав про існування відповідного законопроєкту який надає обласним радам право дозволити навчати дітей усіх предметів російською мовою в будь-якій загальноосвітній школі при обов'язковому вивченні державної мови.
Необхідність підтримки російської мови Колесніков пояснював (2010) даними соціологічного дослідження: «Цього потребує український народ. Ми замовляли американцям дослідження. 54 % людей готові голосувати на референдумі за дві мови».
Щодо вживання української мови Борис Колесніков зазначив, що володіє нею, однак зізнався, що вже давно (з 1979 року) не говорив нею.
21 жовтня 2010 року Колесніком (на той момент віце-прем'єр-міністр і міністр інфраструктури України) був одним з тих, хто підписав з директором Виконавчої ради Euronews Майклом Пітерсом Меморандум про створення і поширення Euronews українською мовою.
У підприємницькій діяльності на території України підприємство Колеснікова ЗАТ «Конті».

## Державна діяльність
11 березня 2010 призначений Віце-прем'єр-міністром з питань Євро-2012. А в грудні — він обійняв посаду Віце-прем'єр-міністра України — Міністра інфраструктури України.

### Євро— 2012

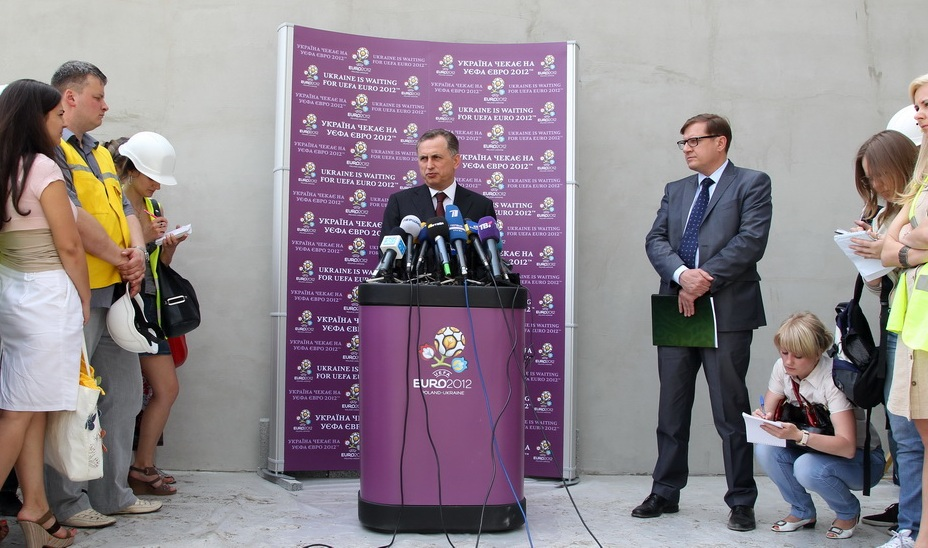
Колесніков — куратор Євро-2012

Амбіційний і масштабний проєкт Євро-2012 отримав у досить плачевному стані.
За оцінками УЄФА в грудні 2008 інфраструктура України залишалася такою ж, як і на момент проголошення країни господарем Євро-2012. Керівництво УЄФА, очолюване президентом Мішелем Платіні, попередило Україну про можливе проведення турніру в іншій країні, якщо протягом 2008 темпи підготовки до Євро не зростуть.
Завдання номер один для Колеснікова — як куратора із підготовки до Євро-2012 — став захист прав України на проведення чемпіонату Європи з футболу.
У червні 2010 Наглядова рада УЄФА ухвалила рішення затвердити право на проведення чемпіонату Європи із футболу 2012 в усіх чотирьох українських містах — Києві, Донецьку, Львові і Харкові.
За даними, озвученими Колесніковим, загальна сума витрат на підготовку до чемпіонату Європи з футболу склала близько 5 млрд доларів. Він заявив про побудову 4 аеропортів, однієї злітно-посадкової і термінал у Києві в інтерв'ю італійському виданню Ilsole24ore.

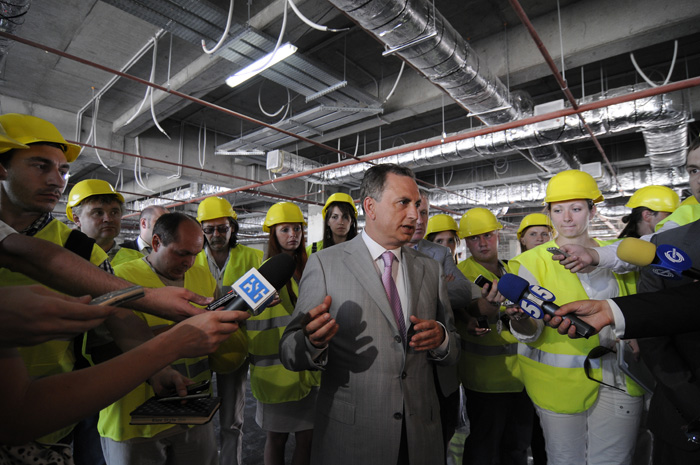
Підготовка до Євро-2012

2012 року деякі проросійські ЗМІ (зокрема, Інтерфакс в Україні) поширювали інформацію про те, що начебто Мішель Платіні подякував Колеснікову за бездоганну організацію Євро-2012 в Україні. І дійсно, у вересні 2011 року Платіні заявляв про загальну позитивну оцінку підготовку. Хоча згодом він неодноразово говорив про знайдені прогалини і проблеми в підготовці чемпіонату. Зокрема, неадекватність цін на житло.
Відповідно до даних французького видання Lecercle.lesechos, під час турніру Україну відвідала велика кількість туристів. Чемпіонат привернув увагу до України.

## Міністерство інфраструктури України

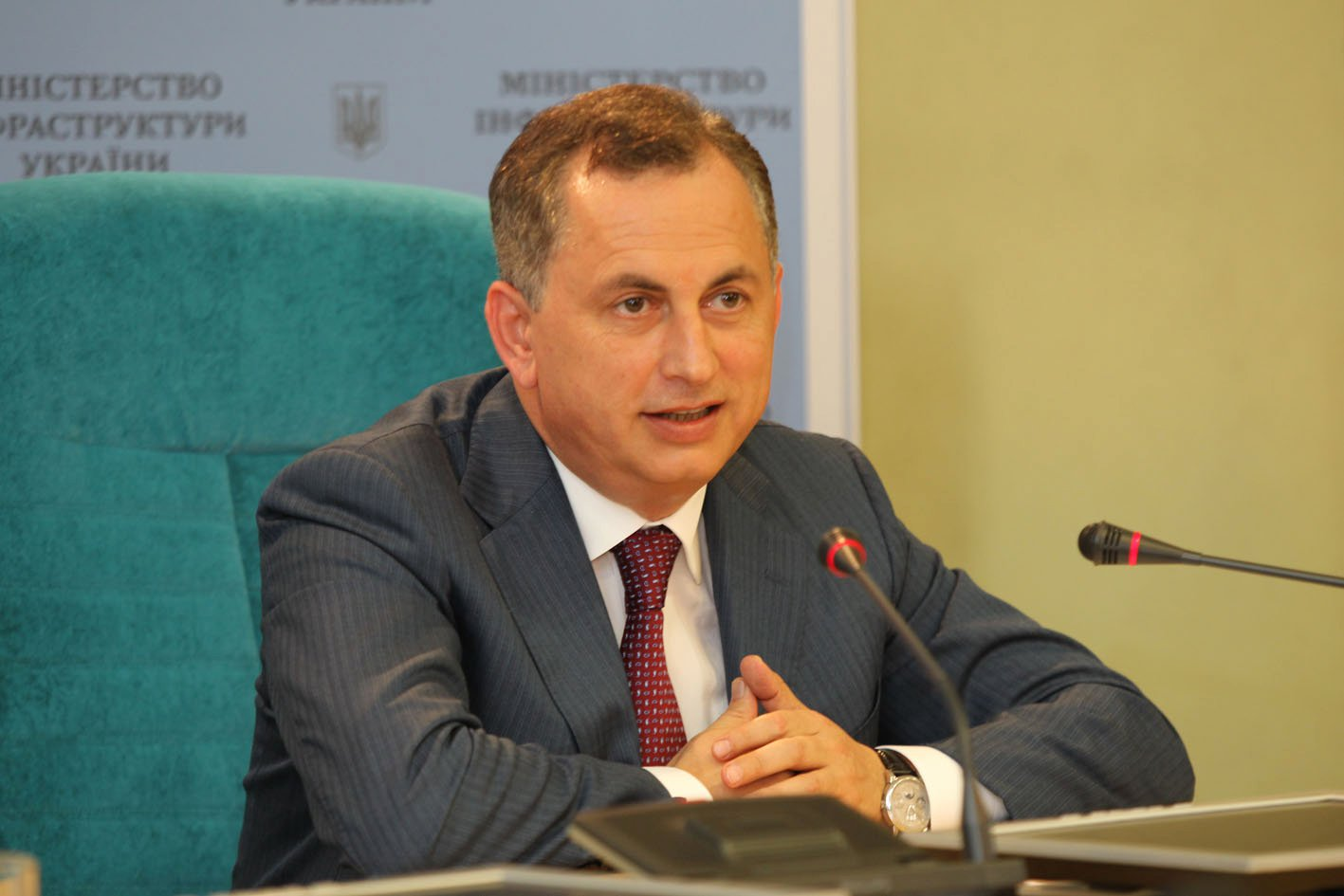
На звітній конференції МІУ

Очоливши Міністерство інфраструктури України в 2010, окреслив основні пріоритети діяльності та розвитку інфраструктури за наступними напрямками.

### Робота з громадськістю
- З червня 2011 року Міністерство є активним користувачем Facebook.[28]
- Відмінено заборону зйомки на залізничних вокзалах та в аеропортах.
- З червня 2011 оплатити залізничні та автобусні квитки, які придбано через Інтернет, можна через платіжні термінали.

### Авіація
За офіційними даними прес-служби у 2011 році підписано контракт з лізинговою компанією ЗАТ «Іллюшин Фінанс» на поставку перших літаків Ан-158.

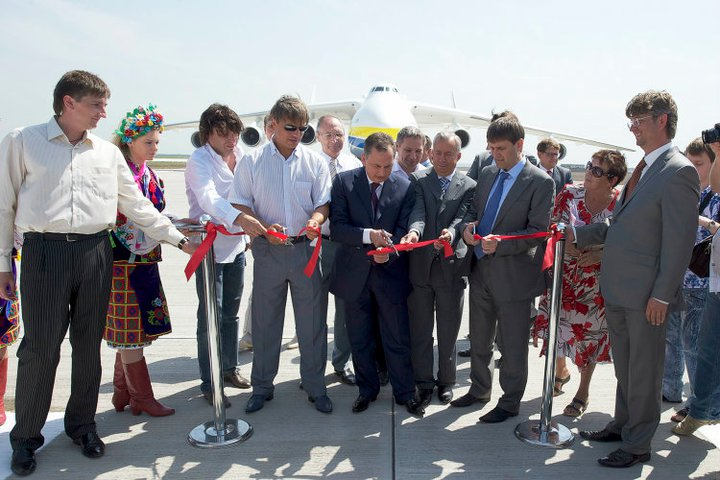
Відкриття злітно-посадкової смуги в Донецьку

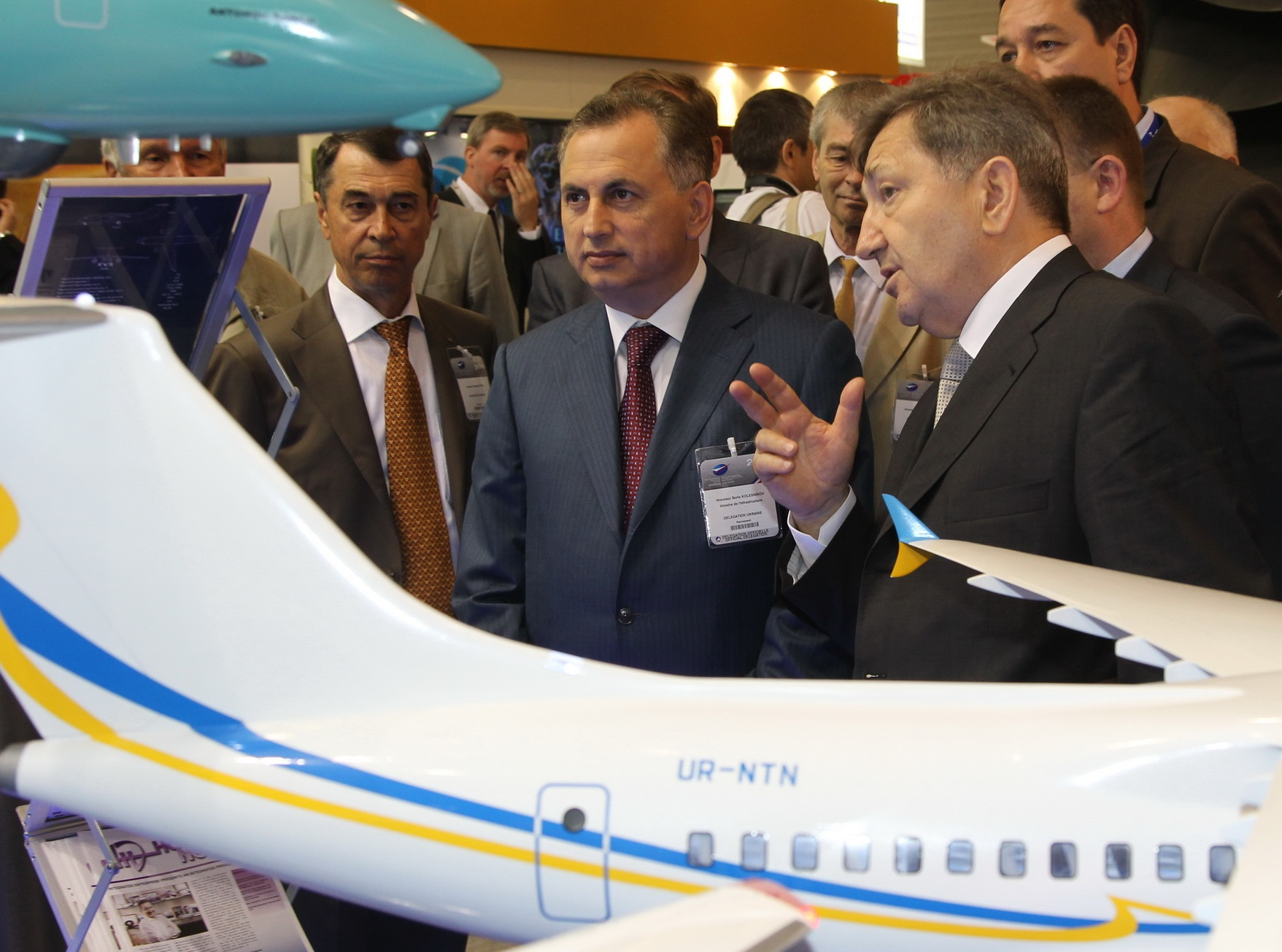
49-й авіакосмічний салон у Парижі, 2011

19 травня 2011 Віце-прем'єр-міністр України — Міністр інфраструктури України Борис Колесніков вручив ДП «Антонов» сертифікат на комплексний пілотажний тренажер найвищого рівня «Д». Таким чином, за заявою прес-служби Міністерства, на ДП «Антонов» уже вирішено питання про підготовку льотно-технічного персоналу, оскільки за його допомогою буде здійснюватися якісна підготовка пілотів, які експлуатують Ан-148-100. Тренажер такого типу вперше створено на пострадянському просторі.
26 червня 2011 року відкрито нову сучасну злітно-посадкову смугу КП «Міжнародний аеропорт „Донецьк“» (довжина 4 км, ширина — 75 м, товщина — 1 м).
У Сімферополі запрацювала нова аеродромно-диспетчерська вишка — перша вишка, яку побудовано за часів незалежності України.

### Залізниця
Було заплановано об'єднати швидкісними поїздами Київ і українські міста, які приймали Євро-2012, в кінці грудня 2010 підписано контракт з компанією «Hyundai Corporation» на отримання Укрзалізницею 10 нових міжрегіональних електропоїздів.
При цьому перші шість поїздів дозволяли організувати швидкісний рух поміж Києвом, Донецьком, Харковом і Львовом. Дістатися із Києва до Харкова можна за 3,5 години, до Львова — за 4,5 години, до Донецька — за 6 годин.
Однак цю інвестицію вважають однією з найневдаліших в історії розвитку транспортної інфраструктури України, оскільки поїзди Hyundai виявились надто ненадійними в кліматичних умовах України. Крім того фінансування цієї ініціативи завдяки монопольному положенню Укрзалізниці було перекладене на плечі пасажирів шляхом радикального підвищення ціни на квитки і скасування швидких і дешевих поїздів вітчизняного виробництва, що працювали на цих напрямках раніше. Наприкінці грудня 2012 року, коли рахунок поломок поїздів Hyundai дійшов другого десятка, а пасажири годинами чекали допомоги в мороз без опалення та світла, Колесніков був змушений вибачитися.

## Активи
За офіційними даними, активи Бориса Колеснікова — АПК-ІНВЕСТ і ЗАТ «Конті».
У 2006 році в «Топ-100» найвпливовіших людей України журналу «Кореспондент» Колесніков посів № 24, 2007 року — № 20.
За версією журналу «Фокус», у 2006 році Колесніков посів № 10 в рейтингу впливовості поміж представників донецького регіону. 2010 року — у рейтингу «200 найвпливовіших українців» посів 10-е місце.
У квітні 2011 року журнал «Форбс» оцінив статки Колеснікова у $230 млн, що викликало його обурення. За остаточною версією, висвітленою в газеті «Коментарі» сумарний оборот «Конті» і АПК-ІНВЕСТ 2010 року перевищив 4 млрд грн. А статки самого Колеснікова оцінено в $810 млн.
У 2007 в «Рейтинг найбагатших людей Центральної і Східної Європи», складений журналістами польського тижневика «Wprost» Борис Колесников зайняв 90-е місце, $ 0,65 млрд.
2012 — журнал «Фокус» розмістив бізнесмена у списку 20 найуспішніших аграріїв України, де він посів дев'ятнадцяте місце (агрокомпанія АПК-Інвест — земельний банк — 23 000 га).
В серпні 2013 року ЗМІ оголосили, що Колесніков продає свою компанію «Конті», котра має понад 14 % ринку кондитерських виробів в Україні, та хотів отримати за неї $1 млрд.
У 2015 році впливове видання Forbes назвало топ-10 платників податків України, серед яких на другому місці опинився Борис Колесніков, який сплатив 164, 081 млн гривень ПДФО.
У 2019 році компанія АПК-Інвест стала найбільшим платником податків у сфері сільського господарства.
За даними журналістів, йому належить ФПГ Альтком. Власник телеканалу «Xsport». 

## Благодійність
2008 року Колесніков заснував іменний благодійний фонд. З 2004 року за його ініціативою премійовано найкращих учнів поїздками до паризького «Діснейленду», організовано зарубіжні поїздки ветеранів, здійснено реконструкцію РСК «Олімпійський» у Донецьку.
Діяльність організації направлена на розвиток освіти, підтримку обдарованої молоді, здорового способу життя, спорту, збереження культурно-історичної спадщини країни і створення нових історичних, культурних, наукових цінностей.
2010 року фондом Колеснікова заявлено про витрати на благодійність 8 млн грн., 2011 — 11 млн грн, 2012 — 18 млн.. Зокрема, кошти було спрямовано на покупку музичних інструментів для Львівського Академічного театру опери та балету ім. Крушельницької, найкращих спортсменів України, охорони здоров'я. 2013 року фонд Колеснікова було визнано лідером Національного рейтингу благодійників у номінації «Підтримка спорту та фізкультури».
У 2014 році діяльність Фонду була сфокусована на реалізації благодійних проєктів та конкурсів для студентів. Головна мета цих проєктів — підтримати талановиту, активну молодь, розвивати інтелектуальний потенціал суспільства за допомогою реалізації освітніх програм, відродити в українському суспільстві інтерес до інженерних спеціальностей.
Так, всеукраїнські благодійні конкурси проводяться для майбутніх авіаторів, студентів архітектурно-будівельних вузів, а також майбутніх фахівців залізничної галузі.
Переможці щорічно відправляються за кордон на найкращі галузеві виставки, де знайомляться з передовими технологіями і новинками галузі, зустрічаються з фахівцями, спілкуються зі студентами з інших країн світу, відвідують майстер-класи та ін.
За словами організаторів, подібні конкурси стимулюють студентів до отримання нових знань та кар'єрного росту. Колесніков певний, що в Україні достатньо юристів, економістів і політологів, але не вистачає технарів, тому хоче допомогти студентам технічних спеціальностей стати професіоналами.
2014 року пріоритетною для фонду стала програма з відновлення Донбасу. Зокрема, підтримка учнів в школах Донецької області; відновлення роботи льодової арени та організація секцій хокею та фігурного катання для дітей 5-12 років (спільно з ХК Донбас); надання матеріальної допомоги жителям, постраждалим під час АТО.

## Хокейний клуб «Донбас»
2010 — став власником хокейного клубу «Донбас», що дозволило донецькому регіону стати справжньою хокейною столицею України. У першому ж сезоні після покупки клуб вперше завоював золоті медалі чемпіонату, видавши рекордну для країни серію з 27 матчів поспіль в регулярному етапі, а потім у фіналі обіграв столичний «Сокіл» (1: 0 і 3 : 2).
Згодом клуб ще двічі поспіль підтверджував свій титул чемпіона країни, отримавши кубок ФХУ в сезонах 2011/12 і 2012/13 років.

## Критика

Країни, де Колесніков під санкціями

Колесніков був організатором сепаратистів у Сєвєродонецьку 2004 року, коли утворювали так званий «ПіСУАР» і закликав до створення нового державного утворення на східних теренах України:
«Мы до последнего момента надеялись на спокойное разрешение конфликта. Сейчас понятно, что это стало невозможным принципиально. Мы обязаны защищать интересы своих избирателей. И если нам не дадут защитить свой выбор, мы готовы идти на крайние меры. В этом случае мы предлагаем: выразить недоверие всем высшим органам государственной власти, которые нарушили закон. Создать новое юго-восточное украинское государство в форме федеративной республики. Столицей нового государства станет Харьков… Экономическое процветание и стабильность новому государству обеспечит его высокий промышленный потенциал и членство в ЕЭП. Мы также заверяем мировое сообщество в том, что новое государственное образование будет иметь самую демократическую Конституцию в мире»
Колесніков визнав, що на організацію «Євро-2012» в Україні було витрачено близько 5 млрд $, а повернулося в казну близько 1 млрд $.
Колеснікова неодноразово звинувачували в розкраданні коштів під час підготовки до чемпіонату Європи з футболу. Зокрема донецька компанія «Альтком», яку пов'язують з Колесніковим, отримала надзвичайно великі державні замовлення при підготовці до Євро-2012. Справжні власники компанії приховані за офшорною фірмою в Белізі.
Журналісти інтернет-видання «Наші гроші», що займається громадським моніторингом бюджету України, показали як посада Колеснікова дивним чином корелювала з доходами фірми Альтком, сліди справжніх бенефіціарів якої ховаються у Віргінських офшорах. Згідно витягу зі звіту Рахункової палати про стан державних закупівель, Нацагентство з питань Євро-2012 (котре входило в сферу управління віце-прем'єра Колеснікова) в 2011—2012 роках погодило 304 закупівель, проведених за неконкурентною процедурою «одного учасника», на загальну суму 18,8 млрд грн. При цьому державні кошти здебільшого використовувались безконтрольно.
Хоча Колесніков неодноразово вибачався за нові поїзди, що постійно ламаються, після провальної інвестиції в поїзди фірми Хюндай, жодного чиновника, причетного до їх закупівлі, не притягли до відповідальності за мільярдні витрати бюджету. Ці витрати вже давно мали б стати предметом розгляду парламенту, а також ретельної перевірки з боку правоохоронних органів та контрольно-ревізійного управління і відповідати за те, як були витрачені бюджетні кошти, за неякісні й небезпечні перевезення, має керівництво міністерства інфраструктури, яке очолював Колесніков.
Колесніков впродовж останніх років залишається одним з найбагатших депутатів Верховної Ради: за 2011 рік задекларував 166 млн грн, зокрема 152 млн грн так званої «авторської винагороди» а за 2012 рік — 278 млн доходу.
Громадський рух «Чесно» зафіксував Колеснікова серед депутатів, які порушили вимоги Конституції України (ст. 84) та Регламенту Верховної Ради України щодо особистого голосування.
Колесніков персонально виганяв з балкону для преси помічників народних депутатів, які здійснювали контроль за дотриманням особистого голосування і пояснював свої дії тим, що «… Вони нас знімали, ми їх. Вони кривлялися і показували некультурні жести». Депутат Андрій Мохник повідомив, що Колесніков помітив фіксування кнопкодавства з балкона Верховної Ради і почав погрожувати помічникам опозиційних депутатів із сесійної зали. Згодом Колесніков піднявся на третій поверх у ложу помічників депутатів і намагався «розібратися» із тими, хто фіксував порушення персонального голосування.
Фонд соцстрахування в 2012 році після неконкурентної процедури закупівлі в одного учасника прийняв пропозицію ПрАТ "ВО «Конті», що належить Колеснікову, на поставку у період з 3 по 17 грудня до регіональних відділень фонду 4,32 млн дитячих новорічних подарункових наборів на суму 98,33 млн гривень.

## Курйози
28 жовтня 2010 року відбулася передача першої партії із 56 автобусів вироблених Львівським автобусним заводом (ЛАЗ) для міст-господарів «Євро-2012». Колесніков взявся сам керувати новим автобусом, однак не впорався з керуванням і врізався в машину ДАІ. Після інциденту він звинувачував міліцію, що вони порушили ПДД і здійснювали заборонений обгін праворуч. Однак свідки запевняють, що авто ДАІ взагалі не рухалось, а в салоні нікого не було. Пізніше Колесніков придбав нове авто для ДАІ Львова.

## Особисте життя

### Сім'я
Колесніков одружений (дружина Світлана), має двох дітей — доньку Катерину (2004) і сина Костянтина (1992). Костянтин закінчив Московську школу економіки і вступив до Московського університету на економічний факультет. Очолює наглядову раду компанії АПК-ІНВЕСТ
За повідомленням журналу Фокус, вся родина Бориса Колеснікова постійно мешкає в Москві, й він сам літає до Москви на майже кожні вихідні. Проте, в інтерв'ю виданню «Українська правда» від 22 квітня 2011, розповідаючи про сім'ю, Борис Колесніков стверджував: «…Мій син навчається на другому курсі в Московському державному університеті. Це його вибір. Зараз дружина з донькою тут, проте вони часто їздять до сина.»

### Захоплення
Серед захоплень Бориса Колеснікова футбол і хокей.

## Відзнаки і нагороди
- Заслужений економіст України (з липня 2002 року).
- Почесна грамота ВР України.
- Державний службовець 1-го рангу (з червня 2001 року).
- Нагороджений орденом «За заслуги» I[93], II[94] та III ступеня.

### Звання та посади
- Заступник голови Партії регіонів.
- Член Політради Партії регіонів.
- Заступник голови фракції Партії регіонів у Верховній Раді.
- Член парламентського комітету з питань економічної політики.
- Член Тимчасової спеціальної парламентської комісії із обробки проєктів законів про внесення змін до Конституції України.
- Член міжпарламентської комісії із співробітництва Верховної Ради Федерального зібрання Російської Федерації.
- Заступник керівника постійної делегації України в Парламентській асамблеї Ради Європи.
- Член парламентської групи із міжпарламентських зв'язків з Японією, Німеччиною, Францією.
- Член Ради НБУ (з 01.2007).
- Член наглядової ради ВАТ Металургійний комбінат «Азовсталь».
- Президент Федерації футболу Донецької області.

## Виноски
1. ↑  http://w1.c1.rada.gov.ua/pls/radac_gs09/d_index_arh?skl=5
2. ↑  http://w1.c1.rada.gov.ua/pls/radac_gs09/d_index_arh?skl=6
3. ↑  Members A-Z since 1949 — ПАРЄ.
4. ↑  У Сєвєродонецьку відбувся 'з'їзд регіонів'. web.archive.org. BBC. 28 листопада 2004. Архів оригіналу за 8 червня 2023. Процитовано 8 червня 2023.
5. ↑  Гарасим, Андрій (21 жовтня 2021). Як Україна втрачала Донбас: «регіонали» розпалили вогонь ворожнечі, а потім згоріли у ньому — Тексти.org.ua. web.archive.org. Тексти.org.ua. Архів оригіналу за 8 червня 2023. Процитовано 8 червня 2023.
6. ↑  Архівована копія. Архів оригіналу за 4 серпня 2016. Процитовано 4 грудня 2007.{{cite web}}:  Обслуговування CS1: Сторінки з текстом «archived copy» як значення параметру title (посилання)
7. ↑  http://www.rada.gov.ua/cgi-bin/laws/main.cgi?nreg=1107%2F2010%5Bнедоступне+посилання+з+липня+2019%5D
8. ↑  Міністр інфраструктури переніс інфаркт [Архівовано 26 січня 2011 у Wayback Machine.] (рос.)
9. 1 2  Сайт Сергія Руденко, біографія Б. Колеснікова. Архів оригіналу за 31 жовтня 2012. Процитовано 22 серпня 2011.
10. ↑  Ліга: Досьє, біографія Б.Колеснікова. Архів оригіналу за 4 грудня 2012. Процитовано 3 грудня 2007.
11. ↑  Газета «Відомості», стаття «Перший в'язень помаранчевої революції». Архів оригіналу за 4 грудня 2012. Процитовано 22 серпня 2011.
12. ↑  Нова політсила "Україна – наш дім" презентувала свою програму: пріоритетні напрями. 24 Канал (укр.). Архів оригіналу за 10 вересня 2021. Процитовано 10 вересня 2021.
13. ↑  «Радіо Свобода». Архів оригіналу за 1 вересня 2010. Процитовано 8 вересня 2010.
14. ↑  Новинар. Архів оригіналу за 31 березня 2010. Процитовано 8 вересня 2010.
15. ↑  ІВ LB.ua. Архів оригіналу за 6 жовтня 2010. Процитовано 29 серпня 2011.
16. ↑  Інтерв'ю для видання «Дзеркало тижня». Архів оригіналу за 11 липня 2021. Процитовано 29 серпня 2011.
17. ↑  НТКУ і Euronews підписали угоду про створення україномовної версії Euronews. Телекритика. 21 жовтня 2010. Архів оригіналу за 14 травня 2014. Процитовано 17 січня 2013.
18. ↑  Чемпіонат Європи з футболу 2012. Вікіпедія
19. ↑  ІС ForUm[недоступне посилання з липня 2019]
20. 1 2  Lecercle.lesechos. Архів оригіналу за 31 березня 2013. Процитовано 10 серпня 2012.
21. ↑  Ilsole24ore. Архів оригіналу за 2 лютого 2017. Процитовано 10 серпня 2012.
22. ↑  ІЦ Україна-2012. Архів оригіналу за 4 грудня 2012. Процитовано 10 серпня 2012.
23. ↑  ІА Інтерфакс. Архів оригіналу за 4 грудня 2012. Процитовано 10 серпня 2012.
24. ↑  uefa.com (27 вересня 2011). President - News - About UEFA – UEFA.org. UEFA.com (англ.). Архів оригіналу за 2 лютого 2017. Процитовано 25 січня 2017.
25. ↑  UEFA Chief Slams Ukraine 'Bandits'. RadioFreeEurope/RadioLiberty. Архів оригіналу за 2 лютого 2017. Процитовано 25 січня 2017.
26. ↑  Ltd, Allied Newspapers. Platini sees problems with Ukraine for 2012. Times of Malta (англ.). Архів оригіналу за 2 лютого 2017. Процитовано 25 січня 2017.
27. ↑  Uefa President Michel Platini says Ukrainian hoteliers are 'bandits and crooks' ahead of European Championships. Telegraph.co.uk (англ.). Архів оригіналу за 30 серпня 2015. Процитовано 25 січня 2017.
28. ↑  Сторінка Міністерства інфраструктури України на Facebook. Архів оригіналу за 18 травня 2019. Процитовано 9 лютого 2017.
29. ↑  Сайт МІУ. Архів оригіналу за 3 квітня 2015. Процитовано 22 серпня 2011.
30. ↑  У ЄБРР вважають швидкісні потяги Hyundai інвестиційним провалом України 2012 року. Архів оригіналу за 25 травня 2013. Процитовано 29 липня 2013.
31. ↑  «Купівля „Хюндай“ — це помилка. Президент має це врахувати під час кадрових призначень» — Тігіпко
32. ↑  Борис Колесников: «За Хюндаи остается только извиниться» (рос.). Архів оригіналу за 27 грудня 2012. Процитовано 28 грудня 2012.
33. 1 2  Газета «Коментарі». Архів оригіналу за 4 грудня 2012. Процитовано 22 серпня 2011.
34. ↑  Персоналії. Архів оригіналу за 11 жовтня 2011. Процитовано 22 серпня 2011.
35. ↑  Лічності. Архів оригіналу за 2 жовтня 2011. Процитовано 22 серпня 2011.
36. ↑  самых влиятельных украинцев. Рейтинг Фокуса. Фокус. 16 грудня 2010. Процитовано 17 лютого 2023.{{cite web}}:  Обслуговування CS1: Сторінки з параметром url-status, але без параметра archive-url (посилання)
37. ↑  20 самых успешных аграриев Украины. Рейтинг Фокуса. «Фокус». 15.06.2012. Архів оригіналу за 22.09.2012. Процитовано 14.09.2019.
38. ↑  Борис Колесніков продає «Конті» за $1 млрд. Архів оригіналу за 11 вересня 2013. Процитовано 10 серпня 2013.
39. ↑  Колесніков продає свою кондитерську імперію — ЗМІ. Архів оригіналу за 14 липня 2013. Процитовано 10 серпня 2013.
40. ↑  Колесніков продає «Конті», — ЗМІ
41. ↑  Янукович дозволив Колеснікову продати свій бізнес, щоб той поділився «нажитим». Архів оригіналу за 5 березня 2016. Процитовано 10 серпня 2013.
42. ↑  Forbes назвал топ-10 налогоплательщиков Украины. «Корреспондент». 8 грудня 2015. Архів оригіналу за 2 червня 2021. Процитовано 3 червня 2021.
43. ↑  Стали известны крупнейшие налогоплательщики в аграрном секторе Украины. economics.segodnya.ua (англ.). Процитовано 30 серпня 2022.
44. ↑  У "Альткому" проблеми з фінансами (укр.). Лівий берег. 4 квітня 2014. Архів оригіналу за 4 листопада 2019. Процитовано 4 листопада 2019.
45. ↑  Юрій Ніколов, Наші Гроші (24 травня 2013). "Альтком" - Колесніков = поразка (укр.). Економічна правда. Архів оригіналу за 25 жовтня 2016. Процитовано 4 листопада 2019.
46. ↑  Колесніков розповів про долю телеканалу Xsport [Архівовано 30 червня 2019 у Wayback Machine.] // Корреспондент, 06.04.2015.
47. ↑  Газета «Дєло», стаття «Ответственность за историческое и культурное наследие». Архів оригіналу за 21 вересня 2011. Процитовано 20 серпня 2011.
48. ↑  журнал Контракти, стаття «Крупнейшие благотворительные фонды публичных украинцев — 2010». Архів оригіналу за 26 листопада 2012. Процитовано 20 серпня 2011.
49. ↑  журнал Корреспондент, стаття «Корреспондент: Искусство требует пожертвований. Главные филантропы Украины». Архів оригіналу за 27 листопада 2012. Процитовано 28 липня 2013.
50. ↑  delo.ua. Архів оригіналу за 21 вересня 2011. Процитовано 20 серпня 2011.
51. ↑  gazeta.ua стаття «Федоришин и Осипенко-Радомская стали „Героями спортивного года“»
52. ↑  segodnya.ua, стаття «Колесников подарил врачам авто С-класса». Архів оригіналу за 19 грудня 2013. Процитовано 28 липня 2013.
53. ↑  segodnya.ua, стаття «Рейтинг главных благотворителей Украины». Архів оригіналу за 21 вересня 2013. Процитовано 28 липня 2013.
54. ↑  fakty.ua, статья «Борис Колесников: „Необходимо возродить в Украине инженерные специальности“». Архів оригіналу за 25 грудня 2014. Процитовано 23 грудня 2014.
55. ↑  obozrevatel.com, статья "Японахата. Чем архитектура Токио покорила украинских студентов ". Архів оригіналу за 9 грудня 2014. Процитовано 23 грудня 2014.
56. ↑  ostro.org, статья «В Украине стартовал масштабный образовательный конкурс „Авиатор-2015“». Архів оригіналу за 25 грудня 2014. Процитовано 23 грудня 2014.
57. ↑  interfax.com.ua, статья «Борис Колесников: украинской молодёжи нужно вернуть любовь к инженерным специальностям». Архів оригіналу за 25 грудня 2014. Процитовано 23 грудня 2014.
58. ↑  obozrevatel.com, статья «20 студентов из Украины принимают участие в международной выставке в Берлине». Архів оригіналу за 25 грудня 2014. Процитовано 23 грудня 2014.
59. ↑  kp.ua, статья «Украинские студенты слетали на Фарнборо». Архів оригіналу за 25 грудня 2014. Процитовано 23 грудня 2014.
60. ↑  obozrevatel.com, статья «Первым делом — самолеты». Архів оригіналу за 25 грудня 2014. Процитовано 23 грудня 2014.
61. ↑  fakty.ua, статья «Украинские студенты написали эссе о будущем украинской авиации». Архів оригіналу за 23 грудня 2014. Процитовано 23 грудня 2014.
62. ↑  kolesnikovfund.org, статья «Программа по восстановлению Донбасса». Архів оригіналу за 25 грудня 2014. Процитовано 23 грудня 2014.
63. ↑  segodnya.ua, статья «Фонд Бориса Колесникова закупил ранцы для школьников Донбасса». Архів оригіналу за 25 грудня 2014. Процитовано 23 грудня 2014.
64. ↑  fakty.ua, статья «В День Николая Фонд Бориса Колесникова и ХК „Донбасс“ устроили детям Донецкой области „сладкий“ праздник». Архів оригіналу за 25 грудня 2014. Процитовано 23 грудня 2014.
65. ↑  «Как нас судили». Книга сєвєродонецького сепаратиста. Архів оригіналу за 22 липня 2013. Процитовано 29 липня 2013.
66. ↑  Колесніков розколовся, що на Євро витратили в 5 разів більше, ніж отримали. Архів оригіналу за 15 грудня 2012. Процитовано 29 липня 2013.
67. ↑  «Регіонали» виграють найдорожчі тендери в Україні. Архів оригіналу за 22 жовтня 2012. Процитовано 29 липня 2013.
68. ↑  Опозиція розповіла німцям, як Колесніков «відмивав» гроші на Євро-2012
69. ↑  «Альтком» — Колесніков = поразка. Архів оригіналу за 25 жовтня 2016. Процитовано 29 липня 2013.
70. ↑  У Колеснікова за півтора роки «неефективно та безконтрольно» прохвиськали 19 мільярдів на Євро-2012
71. ↑  Колесніков вибачився за Hyundai, які постійно ламаються. Архів оригіналу за 14 червня 2013. Процитовано 29 липня 2013.
72. ↑  За що вибачився Колесников, і кого насварив Янукович? Або фарс з Хюндаями триває. Архів оригіналу за 23 травня 2013. Процитовано 29 липня 2013.
73. ↑  Чому не шукають винних у справі Hyundai?. Архів оригіналу за 17 червня 2013. Процитовано 21 червня 2022.
74. ↑  Колесніков у 2011 році отримав 152 мільйони гривень авторської винагороди. Архів оригіналу за 30 червня 2012. Процитовано 29 липня 2013.
75. ↑  На «Конті» Колеснікова заробляє брат Ахметова і сім'я покійного гендиректора «Шахтаря». Архів оригіналу за 7 липня 2012. Процитовано 29 липня 2013.
76. ↑  Найбагатшими нардепами у Раді є Колесніков та Порошенко. Архів оригіналу за 6 травня 2013. Процитовано 29 липня 2013.
77. ↑  Екс-міністр інфраструктури Колесніков за рік заробив 278 мільйонів [Архівовано 27 липня 2013 у Wayback Machine.] і став другим найбагатшим депутатом в Верховній Раді України
78. ↑  ЧЕСНО вимагає від Президента та голів фракцій парламенту зупинити кнопкодавство. Архів оригіналу за 26 березня 2016. Процитовано 3 серпня 2013.
79. ↑  Регіонали і держохорона виганяють з балкону «контролерів за кнопкодавами». Архів оригіналу за 2 липня 2013. Процитовано 29 липня 2013.
80. ↑  Колесніков захищав Бахтєєву від «непристойних гримас» на балконі Ради. Архів оригіналу за 25 липня 2013. Процитовано 29 липня 2013.
81. ↑  Регіонали і держохорона виганяють з балкона Ради «контролерів», що слідкують за кнопкодавами. Архів оригіналу за 31 липня 2013. Процитовано 29 липня 2013.
82. ↑  Колесніков вирішив продати «Конті». Архів оригіналу за 14 липня 2013. Процитовано 29 липня 2013.
83. ↑  Колесніков отримав мільйонне замовлення на новорічні подарунки. Архів оригіналу за 16 січня 2013. Процитовано 29 липня 2013.
84. ↑  З Новим роком, Борис Вікторович!
85. ↑  Колесніков за кермом автобуса в'їхав у машину ДАІ. Архів оригіналу за 4 березня 2016. Процитовано 6 серпня 2013.
86. ↑  Колесніков на автобусі вляпався у машину ДАІ і пообіцяв подарувати нову автівку. Архів оригіналу за 5 березня 2016. Процитовано 6 серпня 2013.
87. ↑  Колесніков за кермом автобуса протаранив машину ДАІ. Архів оригіналу за 29 вересня 2014. Процитовано 6 серпня 2013.
88. ↑  Колесніков таранить автомобіль ДПС. Архів оригіналу за 6 лютого 2012. Процитовано 6 серпня 2013.
89. ↑  Колесніков таки купив для ДАІ Львова нове авто[недоступне посилання]
90. 1 2  Константин Колесников [Архівовано 15 серпня 2011 у Wayback Machine.] Фокус 24.06.2010
91. ↑  АПК-ІНВЕСТ. Особлива інформація емітента (PDF). Архів оригіналу (PDF) за 22 грудня 2012. Процитовано 24 листопада 2012.
92. ↑  ІВ «Українська Правда», уривок з інтерв'ю. Архів оригіналу за 27 серпня 2011. Процитовано 23 серпня 2011.
93. ↑  Указ Президента України №435/2012 «Про відзначення державними нагородами України». Президент України. 5 липня 2012. Архів оригіналу за 20 березня 2018. Процитовано 5 лютого 2025.
94. ↑  Указ Президента України «Про відзначення державними нагородами України» від 28.11.2007 № 1162/2007

### Біографії
- Сайт Сергія Руденко (http://www.rudenko.kiev.ua/persons/kolesnikov [Архівовано 31 жовтня 2012 у Wayback Machine.])
- Ліга Досьє (http://file.liga.net/person/158.html [Архівовано 4 грудня 2012 у WebCite])
- Колесников, Борис Викторович на сайті genshtab.info
- Хто є хто в Україні [Архівовано 10 листопада 2014 у Wayback Machine.]

### Інтерв'ю
- Міністерство Інфраструктури України (http://www.youtube.com/user/kolesnikovvideo [Архівовано 4 серпня 2016 у Wayback Machine.])
- Інтер «Велика політика з Євгенієм Кисельовим» (http://www.youtube.com/watch?v=wJoBUUxymZc [Архівовано 3 червня 2016 у Wayback Machine.])
- sport.bigmir.net (http://sport.bigmir.net/euro2012/video/1519302-Iz-pervyh-ust--Boris-Kolesnikov-rasskazal-o-hode-stroitel-stva-NSK-Olimpijskij [Архівовано 11 серпня 2011 у Wayback Machine.])

### Інше
- Промо-ролик України до ЄВРО-2012 [Архівовано 20 квітня 2016 у Wayback Machine.]
- Відеопрезентація електропотягу Hyundai
- Спілкування Колеснікова з виборцями[недоступне посилання з жовтня 2019]